# Мадридпрајд
Мадридпрајд, популарно познат на шпанском као Orgullo Gay de Madrid или La Noche de Patos, а његова скраћеница је МАДО, је годишњи ЛГБТ фестивал поноса који се одржава у насељу Чуека у центру Мадрида, током викенда одмах након 28. јуна, Међународног дана ЛГБТ прајда.
Прослава обично почиње средом поподне популарном најавом на тргу Чуека, коју обављају познате јавне личности, а завршава се у недељу, након параде са покретним платформама, која се одржава у суботу.
Мадридпрајд је од малог броја људи крајем 1970-их и почетком 1980-их постао највећа ЛГБТ забава у Европи и једна од најважнијих на свету, коју је надмашио само град Сан Франциско, привлачећи више од милион и по људи сваке године (од којих је 300.000 страних туриста) и са процењеним доприносом економији града од преко 150 милиона евра у 2015. години, као један од најважнијих и најбројнијих фестивала у целој Шпанији. Од јуна 2019. године, то је највећи догађај Прајда у Европи.
У јулу 2017. године, Мадрид је био домаћин Светске параде поноса (WorldPride Madrid 2017).

## Историја
Након инцидената 28. јуна 1969. у њујоршком пабу Стоунвол ин, одржане су масовне демонстрације у многим градовима широм света, али је у Шпанији тадашњи диктаторски Франков режим потиснуо вест и покушао да спречи свако ширење покрета на Шпанију. Стога су тек 1977. године, две године након Франкове смрти, у Барселони одржане демонстрације за права хомосексуалаца. На њима је било 4.000 људи, а власти су их разбиле. Следеће године, 1978. године, демонстрације су одобрене у Мадриду и од тада, осим 1980. године, Мадридпрајд се слави сваке године. Од тих првих година, демонстрације су почињале на тргу Санто Доминго, а завршавале на тргу Пуерта дел Сол.
Године 1986, у насељу Чуека организован је семинар о хомосексуалности, што је био почетак за оснивање Мадридске групе за лезбејке, гејеве, транссексуалце и бисексуалце (COGAM, од Colectivo de Lesbianas, Gays, Transsexuales y Bisexuales de Madrid). У то време је постало уобичајено да се учесници након демонстрација врате у Чуеку да прославе, а протест је почео да добија свечани карактер. Годинама касније, 1996. године, часопис Шангај је у параду увео прву кочију, а певачица Аласка је бодрила параду. Од тада, број људи се повећава сваке године.
Године 2005, са одобравањем равноправних бракова у Шпанији, дошло је до експлозије подршке Мадридпрајду, који је први пут достигао два милиона људи. Због тога је Мадрид изабран за европску престоницу Прајда, прослављајући Европрајд 2007, којем је присуствовало више од 2,5 милиона људи из целог света.
У октобру 2012. године, чланови ИнтерПрајда су гласали за одржавање 5. издања Светског прајда 2017. у граду Мадриду, чиме би се надмашили Берлин и Сиднеј.
Недеља поноса је постала једна од најмасовнијих забава, не само у престоници, већ и у целој Шпанији,  са највећим бројем учесника марша поноса, далеко изнад градова попут Лондона или Париза и одмах иза Параде поноса у Сан Франциску.
У октобру 2012. године, чланови ИнтерПрајда су на својој годишњој конференцији у Бостону, у Масачусетсу, САД, гласали да доделе Светски прајд 2017. граду Мадриду, у Шпанији. Остали градови кандидати за домаћина догађаја 2017. године били су Берлин и Сиднеј, али је Мадрид једногласно победио гласањем више од 80 делегација из целог света.
2016. године број концерата и обезбеђење догађаја су повећани како би се почеле припреме за 2017. годину, у којој је Мадрид прославио највећи ЛГБТ догађај на свету, Светску параду поноса (WorldPride), на којем се очекивала рекордна посећеност од 3 милиона људи. Градско веће је прогласило прославе Мадридског парада поноса фестивалом од општег интереса у јулу 2016. године.
Ова прослава у Мадриду се временски поклопила са 24. Европрајдом, који је по други пут одржан у шпанској престоници (први је био 2007. године). Одржан је од 23. јуна до 2. јула 2017. године. Слоган догађаја био је „Кога год да волиш, Мадрид воли тебе!“.
Светски понос Мадрид 2017. се такође поклопио са две кључне годишњице у историји ЛГБТ заједнице у Мадриду и Шпанији: 40. годишњицом првих демонстрација у Шпанији у знак подршке правима хомосексуалних особа, које су се одржале у Барселони 1977. године, и 25. годишњицом оснивања Државне федерације лезбејки, гејева, транссексуалаца и бисексуалаца (FELGTB, од Federación Estatal de Lesbianas, Gays, Transsexuales y Bisexuales ).
Свечано отварање догађаја одржано је у позоришту Калдерон у петак, 23. јуна 2017. године. Неколико дана касније, у понедељак, 26. јуна, на Аутономном универзитету отворен је Мадридски самит, Међународна конференција о људским правима. У наредним данима одржано је неколико културних догађаја, укључујући традиционалне и масовне демонстрације 1. јула, са чак 52 возила која су се кретала дуж 2 километра између Аточе (Плаза дел Емперадор Карлос V) и Плаза де Колон. Церемонија затварања Светског прајда одржана је 2. јула, уз предавање штафете Њујорку за прославу Светског прајда 2019. године.